# Coldstone Game Engine

Скриншот из игры Pillars of Garendall

Coldstone Game Engine (произн. «колдстоун») — игровой движок, разработанный компаниями Beenox Studios и Ambrosia Software для платформы Macintosh. Хотя само программное обеспечение запускается исключительно под Macintosh, компилятор поддерживает создание игр как под Mac OS 9 и Mac OS X, так и под платформу Microsoft Windows. Игровой движок создан прежде всего для работы с играми в жанре RPG или квеста. В продаже также была специальная версия Coldstone, выпущенная на компакт-дисках под лицензией «royalty-free». В таком случае, каждый купленный на диске движок разрешалось использовать только в одной игре, но игра может быть выпущена на коммерческих основаниях без отчислений авторам движка.
Коммерческая игра Pillars of Garendall (рус. «Колонны Гарендалла»), разработанная Beenox и изданная Ambrosia Software, была одной из первых игр, предназначенных для публичной демонстрации игровой технологии Coldstone. Эта игра, выполненная в стилистике классических RPG, доступна и сейчас, распространяясь по условно-бесплатной схеме.
В данный момент лицензирование движка не производится. По словам представителей Ambrosia Software, движок имеет ряд недостатков, которые будут исправлены, прежде чем он снова станет доступен.
Движок поддерживает только изометрическую проекцию графики.